# Antonio Rengel
Antonio Rengel Ramos (Huelva, 27 de agosto de 1904-Sevilla, 19 de enero de 1961) fue un cantaor flamenco español, para muchos el más destacado de los cantaores de Huelva.[cita requerida]

## Biografía
Desde su juventud sintió Antonio Rengel la llamada del cante, ya que su madre Rosa Ramos Romero era una buena cantante. Entre los maestros que más le influyeron estuvo Antonio Silva el Portugués. Con ocho años hacía actuaciones para amenizar los entreactos de las películas mudas.
Fue elogiado por Antonio Mairena sobre todo por sus fandangos, que definía como lo más depurado y noble del cante flamenco. Antonio Rengel puede considerarse, junto con Paco Isidro, como un creador de un estilo de fandango. No solo fue un gran cantante de fandangos, sino también de todos los demás estilos del cante onubense, especialmente las serranas.